# Megalagrion nesiotes
Megalagrion nesiotes é uma espécie de libelinha da família Coenagrionidae.
É endémica dos Estados Unidos da América.
Os seus habitats naturais são: regiões subtropicais ou tropicais húmidas de alta altitude.